# Georgios Fotakis
Georgios Fotakis (29 de outubro de 1981) é um futebolista grego que atua como meia. Atualmente, joga pelo Panachaiki.

## Carreira
Georgios Fotakis representou a Seleção Grega de Futebol nas Olimpíadas de 2004, quando atuou em casa.